# Don Chisciotte (Mazzucato)
Don Chisciotte è un'opera di Alberto Mazzucato su libretto di Jacopo Crescini. Fu rappresentata per la prima volta al Teatro della Canobbiana di Milano il 26 aprile 1836, sotto la direzione del compositore.
Gli interpreti della prima rappresentazione furono:
| Personaggio            | Interprete          |
| ---------------------- | ------------------- |
| Don Chisciotte         | Celestino Salvatori |
| Dottor Sanson Carrasco | Pietro Novelli      |
| Rosinda                | Giuseppina Demerì   |
| Alfonso                | Giovanni Basadonna  |
| Comaccio               | Napoleone Marconi   |
| Sancio Pancia          | Giovanni Cavaceppi  |
| Donna Rodriguez        | Teresa Ruggeri      |

## Trama
L'azione è in un villaggio presso la città del Toboso nella Mancia in Spagna. Alonso Quijano è un nobile amante della letteratura cavalleresca e dopo aver letto decine e decine di libri decide di entrare in un mondo tutto suo e diventando il cavaliere Don Chisciotte, difensore degli oppressi. Nelle sue avventure trascina anche il servo Sancho Panza e incontrerà nobili, principesse e nemici, ma ogni suo tentativo di dimostrarsi valoroso e fiero fallisce miseramente.

## Struttura musicale
- Sinfonia

### Atto I
- N. 1 - Introduzione Le vaghe rose (Coro, Dottore)
- N. 2 - Cavatina Quando penso che fra poco (Rosinda, Coro)
- N. 3 - Coro e Cavatina Vieni, vieni, bel scudiero - Bestie! Indietro. E che? Pensate (Sancio, Dottore, Coro)
- N. 4 - Duetto Se nei campi della gloria (Alfonso, Rosinda, Camaccio, Coro)
- N. 5 - Coro e Cavatina Viva, viva eroe immortale - Sì, son io l'eroe tremendo (Chisciotte, Coro, Sancio, Dottore)
- N. 6 - Finale I Don Chisicotte! Oh, mai foss'ella! (Coro, Chisciotte, Sancio, Dottore, Rosinda, Alfonso, Camaccio)

### Atto II

#### Parte prima
- N. 7 - Introduzione Qui riposa: tutto invita (Coro, Rodriguez)
- N. 8 - Duetto Ma scusate: Dulcinea (Sancio, Rodriguez)
- N. 9 - Terzetto No: non ponno i labbri miei (Alfonso, Rosinda, Dottore)
- N. 10 - Coro Muore il sole: la terra s'oscura
- N. 11 - Settimino Su me piombi il firmamento (Chisciotte, Dottore, Alfonso, Sancio, Rodriguez, Rosinda, Camaccio, Coro)
- N. 12 - Aria Voi ci poneste, o sindaco (Sancio, Dottore)

#### Parte seconda
- N. 13 - Introduzione Amici, salute (Coro)
- N. 14 - Aria Spunta l'alba, o Rosinda, ti desta (Alfonso, Coro)
- N. 15 - Aria Questo istante di mia vita (Rosinda, Coro, Chisciotte)
- N. 16 - Finale II Scudier, mi porgi l'asta (Chisciotte, Coro, Rosinda, Sancio, Dottore, Alfonso, Camaccio)